# Wereldkampioenschap basketbal mannen 1978
In 1978 werd voor de achtste keer het wereldkampioenschap basketbal gehouden. Veertien landen die ingeschreven waren bij de FIBA, namen deel aan het toernooi dat gehouden werd van 1 tot 14 oktober 1978 te Manilla, in de Filipijnen. Het basketbalteam van Joegoslavië werd de uiteindelijke winnaar van het toernooi. De Sovjet-Unie wordt na overtime verslagen met 82-81.

## Eindklassering
| #      | Land                   |
| ------ | ---------------------- |
| Goud   | Joegoslavië            |
| Zilver | Sovjet-Unie            |
| Brons  | Brazilië               |
| 4      | Italië                 |
| 5      | Verenigde Staten       |
| 6      | Canada                 |
| 7      | Australië              |
| 8      | Filipijnen             |
| 9      | Tsjecho-Slowakije      |
| 10     | Puerto Rico            |
| 11     | China                  |
| 12     | Dominicaanse Republiek |
| 13     | Zuid-Korea             |
| 14     | Senegal                |

| WK basketbal 1978 winnaar |
| ------------------------- |
| Joegoslavië Tweede titel  |

## Individuele prijzen

### MVP (Meest Waardevolle Speler)
- Dražen Dalipagić

### All-Star Team
- Krešimir Ćosić
- Dražen Dalipagić
- Dragan Kićanović
- Oscar Schmidt
- Vladimir Tkatsjenko